# Хасан (Приморский край)

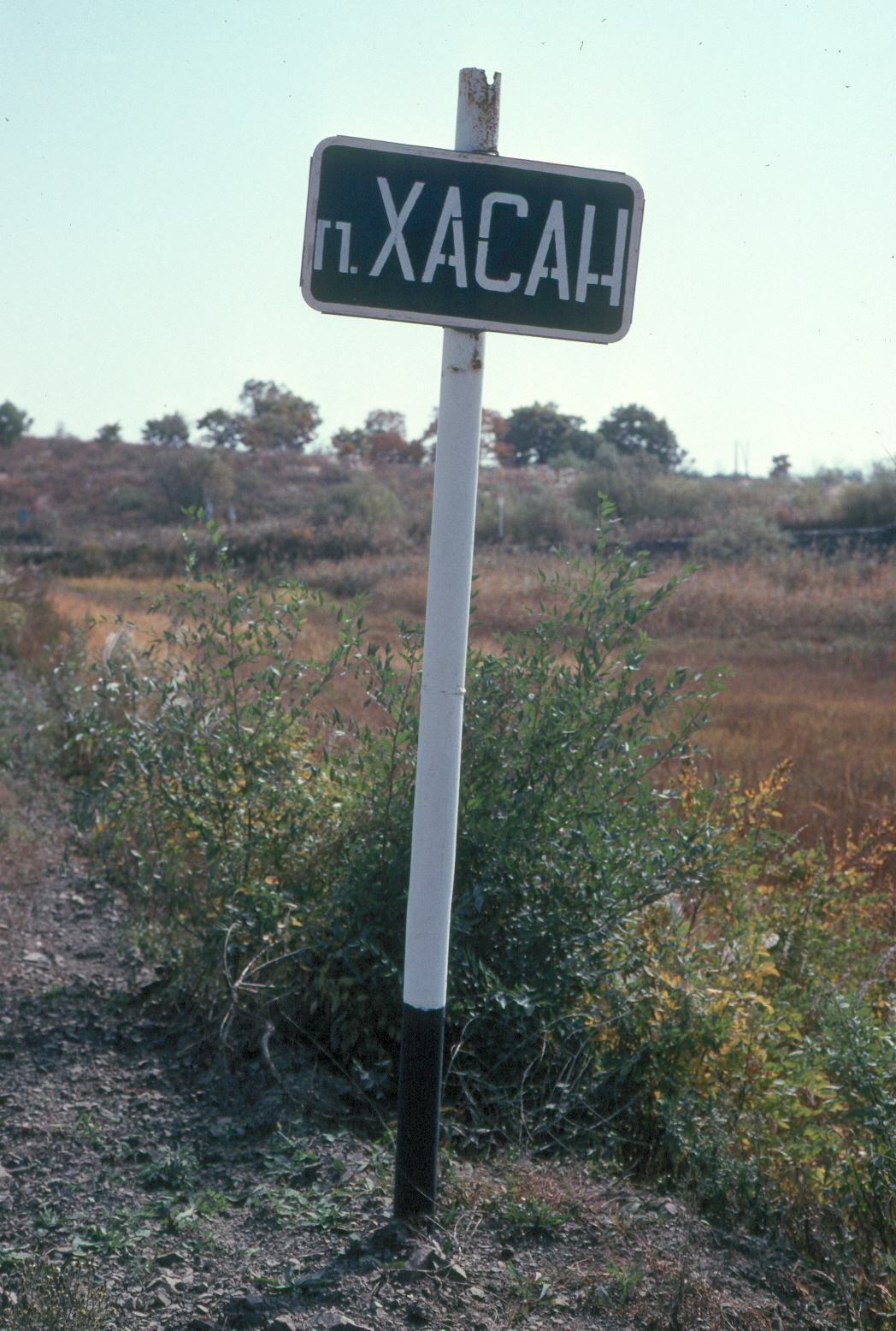
Знак на въезде в Хасан

Хаса́н — посёлок городского типа в Хасанском районе Приморского края, центр Хасанского городского поселения. Население — 461 чел. (2024). Это самый южный населённый пункт Дальнего Востока России.

## Географическое положение
Посёлок — единственный российский населённый пункт на границе с КНДР. Вблизи посёлка расположено знаменитое озеро Хасан и пограничная река Туманная (Туманган). Граница между КНДР и Россией проходит по фарватеру реки, однако русло Туманной меняется после разлива в сторону России, тем самым уменьшая территорию страны и создавая угрозу наводнения в посёлке Хасан и на пограничной заставе Песчаная. С лета 2003 года возле посёлка ведутся работы по засыпке скальным грунтом для защиты от напора воды.
Расстояние до административного центра, посёлка Славянка, составляет 105 км.
Климат
Климат посёлка муссонный. Среднегодовое количество осадков достигает 880 мм. Снег выпадает в начале декабря, сходит в течение 1—2 недель. Среднегодовая температура воздуха равна 7 °C.
В посёлке часто облачность, туман и гололёд.

## История
Железнодорожная станция Хасан с выходом на Северную Корею основана в 1951 году. Рабочий посёлок Хасан с постоянным населением образован в 1959 году. Оба названия получены по одноимённому озеру, оказавшемуся в 1938 году в центре советско-японского вооруженного конфликта.
Статус посёлка городского типа был получен в 1983 году.

## Население
| 1989 | 2002 | 2005 | 2007 | 2009 | 2010 | 2011 | 2012 | 2013 |
| ---- | ---- | ---- | ---- | ---- | ---- | ---- | ---- | ---- |
| 1187 | ↘795 | ↘753 | ↘748 | ↗757 | ↘742 | ↘739 | ↘709 | ↘690 |
| 2014 | 2015 | 2016 | 2017 | 2018 | 2019 | 2020 | 2021 | 2023 |
| ↘675 | ↘660 | →660 | ↘642 | ↘621 | ↘596 | ↗600 | ↘492 | ↘469 |
| 2024 |      |      |      |      |      |      |      |      |
| ↘461 |      |      |      |      |      |      |      |      |

Население Хасана по переписи 2002 года составило 795 человек, из которых 51,1 % мужчин и 48,9 % женщин. На начало 2007 года население посёлка составляло 748 человек, в том числе трудоспособного — 510 человек, из которых только 308 были трудоустроены.

## Транспорт
Хасан — железнодорожная станция на линии от станции Барановский Дальневосточной железной дороги. От станции Уссурийск ежедневно ходит пассажирский поезд, по совмещённой колее заходя на северокорейскую территорию (в пос. Туманган). В настоящее время ветка используется с малой интенсивностью — в 2005 году было перевезено всего около 10 000 пассажиров, как правило это северокорейские рабочие, заготавливающие лесоматериалы для своей страны в дальневосточной тайге. Корейский участок от Тумангана до порта Раджин был разрушен в 1950-е годы.
ОАО «РЖД», железнодорожными ведомствами Северной и Южной Кореи прорабатывается вопрос об открытии движения по Транскорейской магистрали с выходом на Транссиб. Проект стоимостью около 250 миллионов долларов продвигается медленно. На 2006 год запланирован пилотный проект по началу перевозок на 40-километровом участке Хасан — Расон. В октябре 2011 года по реконструированному участку прошёл пробный поезд.

## Улицы
- Подгорная
- Линейная
- К. Заслонова
- Таможенный Городок
- Вокзальная
- И. Мошляка
- Путейская
- Хасанская
- пер. Железнодорожников